# Ignaz von Seyfried
Ignaz Xaver Ritter von Seyfried (Viena, 15 de agosto de 1776 — Viena, 27 de agosto de 1841) foi um músico, maestro e compositor austríaco. De acordo com uma declaração em suas memórias manuscritas ele foi aluno de Wolfgang Amadeus Mozart e Johann Georg Albrechtsberger. Ele editou as obras escritas completas de Albrechtsberger após sua morte, publicadas por Tobias Haslinger. Seus próprios alunos incluíam Franz von Suppé, Heinrich Wilhelm Ernst, Antonio Casimir Cartellieri, Joseph Fischhof e Eduard Marxsen.

## Como maestro
Em sua juventude, Seyfried serviu como maestro assistente da trupe de ópera de Emanuel Schikaneder no Theater auf der Wieden em Viena, tornando-se diretor musical em 1797 e servindo (em seu novo prédio, o Theater an der Wien) até 1826. Suas memórias oferecem relatos da primeira produção, sob os auspícios de Schikaneder, da Flauta Mágica de Mozart, bem como uma curiosa anedota sobre a morte do compositor algumas semanas depois.
Em 1805, Seyfried conduziu a première da versão original de Fidelio de Beethoven. As memórias de Seyfried também incluem alguns contos impressionantes sobre Beethoven, e as informações que ele fornece sobre Beethoven no apêndice de Studien im Generalbasse são "de grande valor biográfico",  contendo "tudo [que] se sabe sobre as circunstâncias do adorado mestre e (são) fato autêntico".

## Como compositor
Seyfried compôs uma grande quantidade de música de 1797 até o fim de sua vida, incluindo aberturas e música incidental para peças de teatro e cantos, óperas, balés e melodramas; numerosas obras sagradas - 10 missas incluindo uma para coro duplo, motetos, requiems, salmos, hinos e oratórios; bem como duas sinfonias, cantatas, aberturas e música de câmara. Outras obras incluem concertantes para clarinete e oboé; uma Konzertstück e concertante para waldhorns e 10 serenatas para quatro waldhorns. Uma lista de suas obras em uma biografia datada de 1836 ocupa cinco páginas.
Sobre suas obras musicais, o Grove Dictionary diz: "sua versatilidade lhe rendeu um lugar único na vida musical de Viena; no entanto, quase nenhuma de suas músicas é marcada por verdadeira originalidade ou distinção".

## Publicações
- Ludwig van Beethovens Studien im Generalbass, Contrapunkt und in der Compositionslehre; "Os estudos de Ludwig van Beethoven em baixo cifrado, contraponto e teoria da composição", Coletado e editado de sua propriedade manuscrita:
  - 1ª edição Haslinger, Viena 1832, 20+352+144 p.
  - 2ª edição, revista e completa, ed. por Henry Hugo Pierson, Schuberth, Leipzig 1852, 14+328+118 páginas  (MDZ).
  - Veja também: Gustav Nottebohm: Generalbass und Kompositionslehre betreffende Handschriften Beethovens und Seyfrieds Buch „Ludwig van Beethovens Studien im Generalbass“ usw. In: Beethoveniana. Leipzig: Peters 1872, pp. 154–203 (Textarchiv – Internet Archive).
- Der Kalkant. Historisch-romantische Erzählung aus dem XVII. Jahrhundert, Em: Orpheus. Musikalisches Taschenbuch. vol. 2, ed. por August Schmidt, Viena 1841, pp. 117–141 (books.google.de).
- Beethoven. Die Seyfried Papiere; "Beethoven. Os papéis de Seyfried", Editado por von Jan Hendrik Niemeyer. BoD, Norderstedt 2019. ISBN 978-3-7481-6746-4.